# Edward VIII Gulf
Edward VIII Gulf är en vik i Antarktis. Den ligger i Östantarktis. Australien gör anspråk på området.